# Художественная галерея Генри
Художественная галерея Генри (англ. Henry Art Gallery), или просто «Генри» (англ. «Henry»), — художественный музей, расположенный в западной части кампуса Вашингтонского университета в Сиэтле. Один из ведущих центров современного искусства Северо-Запада США. Будучи основанным в феврале 1927 года, является первым художественным музеем штата Вашингтон.

## Создание
Музей носит имя Ораса Генри, местного бизнесмена, который был убеждён, что искусство стимулирует исследования, способствует развитию знаний и позволяет строить здоровое общество. В 1926 году он пожертвовал Вашингтонскому университету 152 картины и сумму в размере $100 000 для строительства художественной галереи.

## Здание
Первоначально музей располагался в здании, которое было спроектировано американским архитектором Карлом Гоулдом. Торжественное открытие галереи состоялось 10 февраля 1927 года. В 1997 году за счёт строительства зрительного зала на 154 места площадь галереи возросла в четыре раза и достигла значения в 3700 квадратных метров.
В 2003 году по проекту Джеймса Таррелла возле галереи было возведено так называемое «небесное пространство» (англ. skyspace) — иммерсивное сооружение с круглым окном на крыше и подсвечивающимися стенами из матового стекла. Сразу же после своего открытия оно стало центром притяжения для студентов, жителей и гостей Сиэтла.

## Коллекция
Коллекция галереи насчитывает свыше 28 500 экспонатов; в их числе как исторические, так и современные фотографии, видео, картины, скульптуры. После упразднения в 1982 году Центра изучения костюмов и текстиля при Вашингтонским университете значительная часть его экспонатов была унаследована галереей Генри.